# Alvarado (métro de Madrid)
Pour les articles homonymes, voir Alvarado.
Alvarado (en espagnol : estación de Alvarado) est une station de la ligne 1 du métro de Madrid. Elle est située sous la rue Bravo Murillo, entre les rues Juan Pantoja et Alvarado, dans le district de Tetuán, à Madrid en Espagne.

## Situation sur le réseau

Plan du réseau.

Établie en souterrain, Alvarado est une station de passage de la ligne 1 du métro de Madrid. Elle est située entre la station Estrecho, en direction du terminus Pinar de Chamartín, et la station Cuatro Caminos, en direction du terminus Valdecarros.
Elle dispose des deux voies de la ligne encadrées par deux quais latéraux.

## Histoire
La station Alvarado est mise en service le 6 mars 1929, lors de l'ouverture à l'exploitation d'une extension de la ligne 1 au nord de Cuatro Caminos. Elle est nommée en référence à la rue éponyme, qui rappelle le nom de Pedro de Alvarado, mort en 1541, conquistador et capitaine d'Hernán Cortés.

## Services aux voyageurs

### Accès et accueil
La station dispose de deux accès aux, 135 et 136 de la rue Bravo Murillo, uniquement équipés d'escaliers fixes, la station n'est pas accessible aux personnes à la mobilité réduite. Située en zone A, elle est ouverte de 6h00 à 1h30.

### Desserte
Alvarado est desservie par les rames de la ligne 1 du métro de Madrid.

Installations et desserte
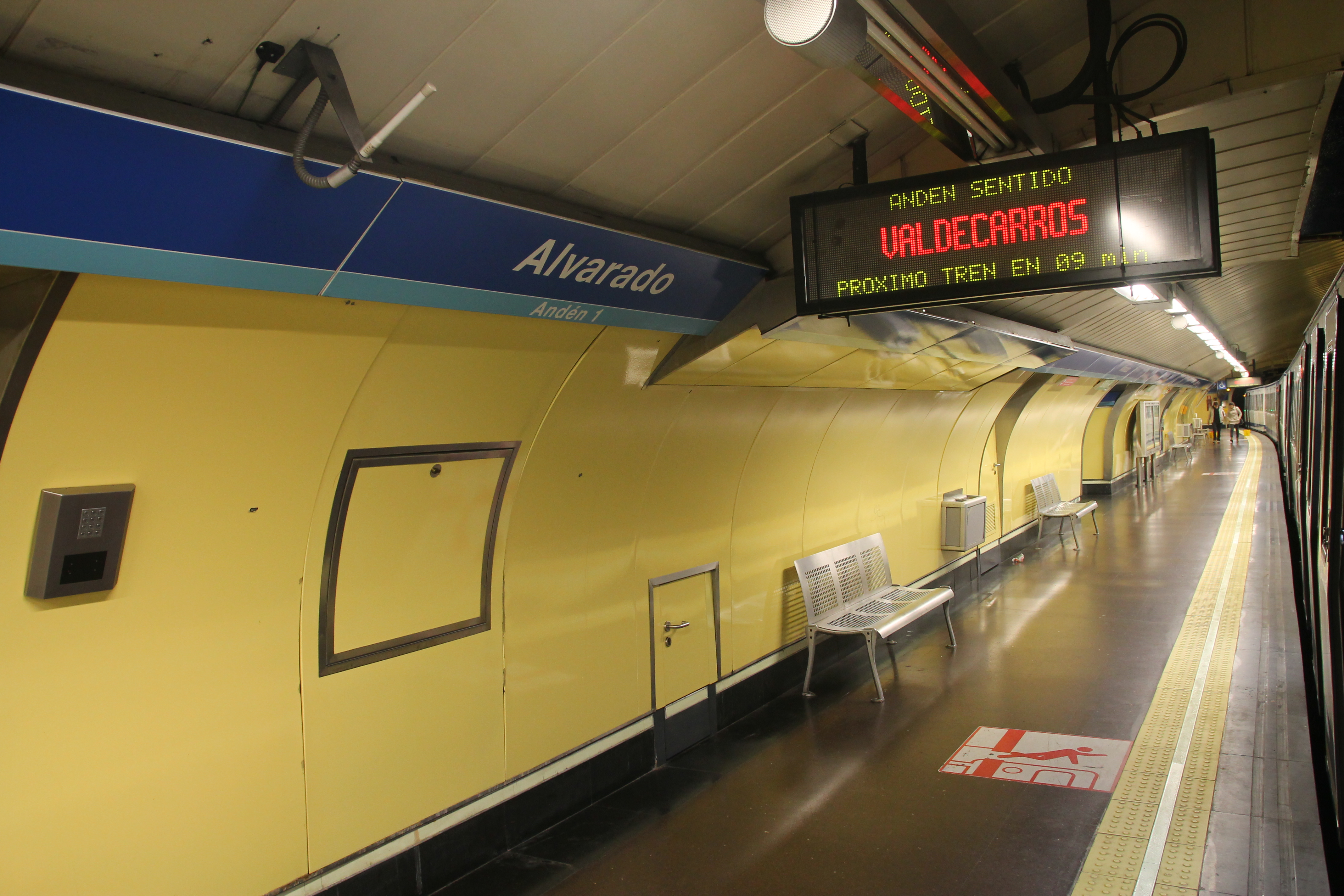
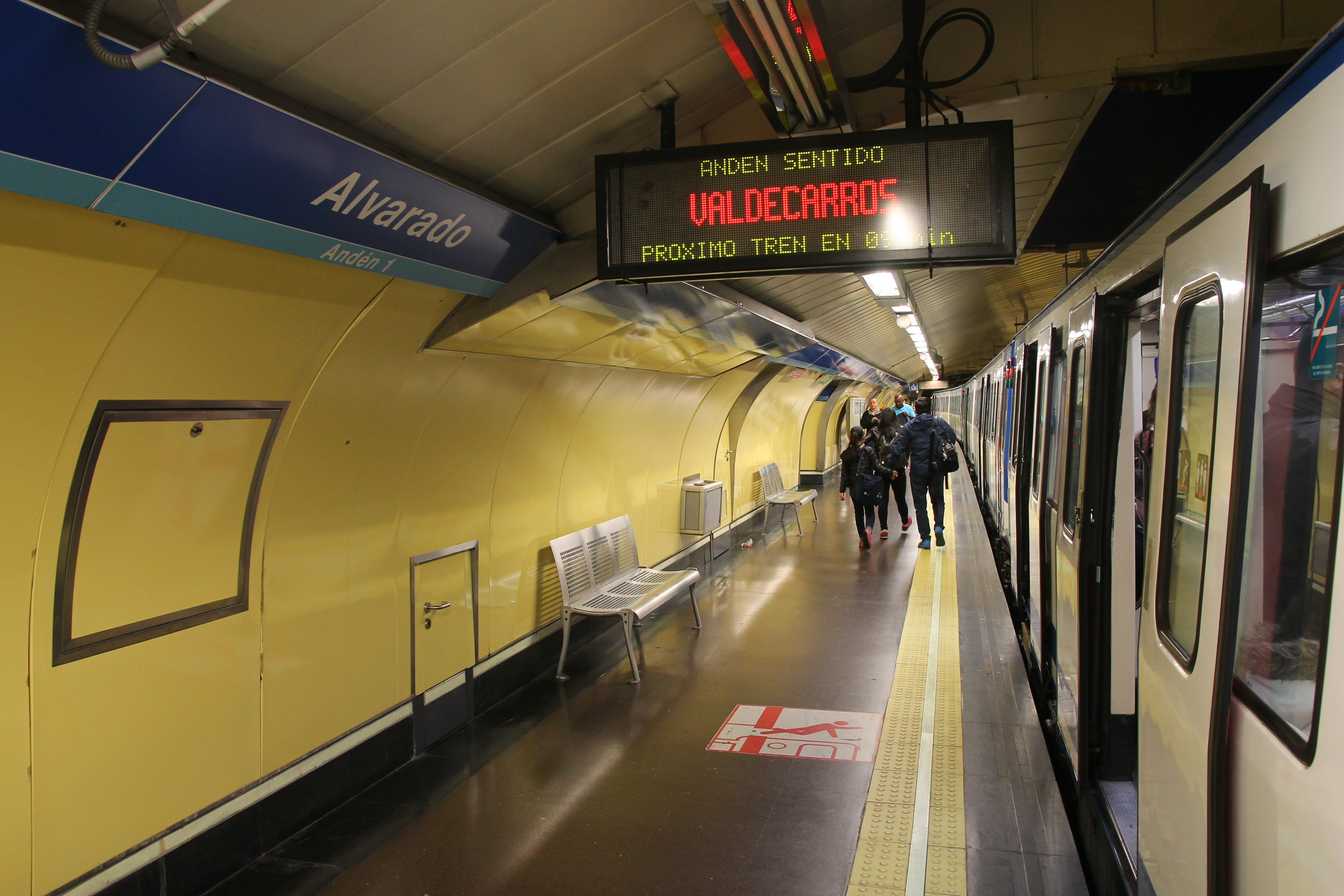

### Intermodalité
À proximité, des arrêts de bus EMT, sont desservis par les lignes : diurne 3, 64, 66, 124, 128, 128 et nocturne N23.

## À proximité
- Hospital Central de la Cruz Roja San José y Santa Adela (es)
- Iglesia de San Francisco de Sales (Madrid) (es)